# Caraipa heterocarpa
Caraipa heterocarpa är en tvåhjärtbladig växtart som beskrevs av Adolpho Ducke. Caraipa heterocarpa ingår i släktet Caraipa och familjen Calophyllaceae. Inga underarter finns listade i Catalogue of Life.